# Kotschya goetzei
Kotschya goetzei es una especie de planta floral del género Kotschya, tribu Dalbergieae, familia Fabaceae.

## Distribución
Se distribuye por Tanzania.

## Taxonomía
Fue descrita por (Harms) Verdc. y publicada en Kew Bulletin 24: 25 (1970).